# 末廣潤
末廣 潤（すえひろ じゅん、1984年5月7日 - ）は、千葉県出身のプロバスケットボール選手である。ポジションはシューティングガード。190cm、82kg。竹内世代のひとり。

## 人物
京北中・高校に在籍し、全国大会で活躍。高校3年次には主将を務めた。
法政大学では4年次にインカレ準優勝に貢献。
卒業後の2007年、ライジング福岡に入団。
退団後、ストリートボールリーグLEGENDを経て、地元の千葉ピアスアローバジャーズにてプレー。
2010年退団。